# Huandacareo
Huandacareo è una municipalità dello stato di Michoacán, nel Messico centrale, il cui capoluogo è la località omonima.
La municipalità conta 11.592 abitanti (2010) e ha un'estensione di 95,65 km².
Il nome della località in lingua nahuatl significa luogo della parola.